# أبو سنان الخفاجي
ابن سنان الخفاجي (423 هـ - 466 هـ / 1032م - 1073م) الموسوعة العربيةابن سنان الخفاجي، عبد الله بن محمد بن سعيد بن سنان الخفاجي الحلبي، أبو محمد.
ينتسب إلى بني خفاجة من بني حَزْن، وهم أولاد خفاجة بن عمرو بن عقيل، وهي قبيلة عربية تنتمي إلى عدنان. ولد في قلعة عزاز، وهي من القلاع المحيطة بمدينة حلب، وكان أبوه أحد وجهاء هذه القلعة. وقد عرفت أسرته بالعلم والأدب.
زار ابن سنان الخفاجي مدينة حلب وأخذ عن علمائها، ومنهم «أبو نصر المنازي»، وقد حظي بصحبة «أبي العلاء المعري» فتلقى علومه على يديه، وتتلمذ له، وانتفع به كثيراً، وكان يكثر من التمثيل بشعره في كتبه، ويدعوه بشيخه، وربما كان أبو العلاء المعري قد أثر في فكر ابن سنان وفي نظرته إلى الحياة فأكسبه النظرة التشاؤمية أحياناً والسخط على ما يجري من حوله، وقد عبر عن شيء من ذلك بقوله:
أستغفرُ اللهَ لا مالٌ ولا شرفُ ولا وفاءٌ ولا دينٌ ولا أنفُ
كأنما نحنُ في ظلماءَ داجيةٍ فليس ترفعُ عن أبصارِنا السجفُ
ولكن ابن سنان الخفاجي يختلف عن أبي العلاء في أنه قد شارك في الحياة السياسية في عصره، فقد كان على صلة بوزير حلب أبي نصر محمد ابن النحاس الذي زكّاه عند أمير حلب، فولاّه قلعة عزاز التي ولد فيها، ولكنه لم يكن راضياً بما نال من السلطة، وقد بدت منه تصرفات أحنقت الأمير عليه، فاستعصى بالقلعة، مما دفع الأمير إلى تدبير مكيدة له انتهت بقتله، وقد حُمل إلى مدينة حلب، وصلى عليه الأمير محمود، ودفن فيها. وكان يرى رأي الشيعة الإمامية.
عُرف ابن سنان بعلمه الواسع في البلاغة العربية والنقد وعلوم العربية الأخرى، وترك عدداً من الآثار التي تدل على طول باعه في هذه العلوم، ومما وصل منها كتاب «سر الفصاحة» الذي ألفه سنة 454هـ، ولهذا الكتاب منزلة كبيرة عند الباحثين في العربية وبلاغتها ونقدها؛ ففيه آراء مهمة في بعض القضايا البلاغية والاصطلاحات النقدية، كما يظهر أن مؤلفه قد اطلع على جهود البلاغيين والنقاد الذين سبقوه واستوعبها وأضاف إليها نظراته الثاقبة، حتى إن الناقد ابن الأثير قد أثنى على هذا الكتاب.
وللخفاجي من التصانيف الأخرى كتاب «الصرفة»، وكتاب «الحكم بين النظم والنثر»، وهو صغير، وكتاب «عبارة المتكلمين في أصول الدين»، وكتاب «في رؤية الهلال»، وكتاب «حكم منثورة»، وكتاب «العروض».
عرف ابن سنان أيضاً بأنه كان شاعراً أديباً، وهو في شعره يصور نفسه المضطربة الرافضة للواقع الطامحة إلى الأفضل، وشعره يمتاز بالجزالة والفخامة والجودة والقوة وهو في بعضه شبيه بشعر أستاذه المعري.
من أغراض شعره المدح؛ وكانت أكثر مدائحه في الأمير محمود بن نصر بن صالح بن مرداس، وله قصائد تسمى الإخوانيات كان يوجهها إلى أصدقائه حين يكون بعيداً عنهم، وله قصائد في الغزل والفخر، وله في الرثاء قصائد جميلة يأتي على رأسها قصيدته العينية في رثاء أمه ومطلعها:
أبكيكِ لو نهضَتْ بحقِّك أدمعُ وأقولُ لو أنَّ النوائبَ تسمَعُ
أبو سنان الخفاجي